# Hammurabi
Hammurabi (en acadio: 𒄩𒄠𒈬𒊏𒁉, del amorreo Ammurāpi) (1810 a. C.-1750 a. C.) fue el sexto rey de Babilonia durante la Primera dinastía de Babilonia desde el año 1792 al 1750 a. C. Ascendió al trono después de la abdicación de su padre, Sîn-Muballit y creó el Imperio Babilónico extendiendo el control de Babilonia sobre Mesopotamia tras vencer en varias guerras contra los reinos vecinos. Aunque su imperio controlaba toda Mesopotamia en el momento de su muerte, sus sucesores fueron incapaces de mantenerlo.
Hammurabi es sobre todo conocido por el conjunto de leyes llamadas Código de Hammurabi, uno de los primeros códigos de leyes escritos de la Historia, que actualmente se conserva en el Museo del Louvre de París. Estas leyes fueron inscritas en una estela de piedra de 2,4 m de altura, encontrada en Persia en 1901 pero de procedencia desconocida. Hammurabi también logró separar el poder político del religioso, algo que fue evidente en el campo jurídico, a pesar de tener algunos planteamientos religiosos. Gracias a su reputación en tiempos modernos como antiguo legislador, el retrato de Hammurabi se encuentra en numerosos edificios de gobierno de todo el mundo, y además a través del código se ha podido conocer el modo de vida del Imperio paleobabilónico tardío.

## Reinado y conquistas

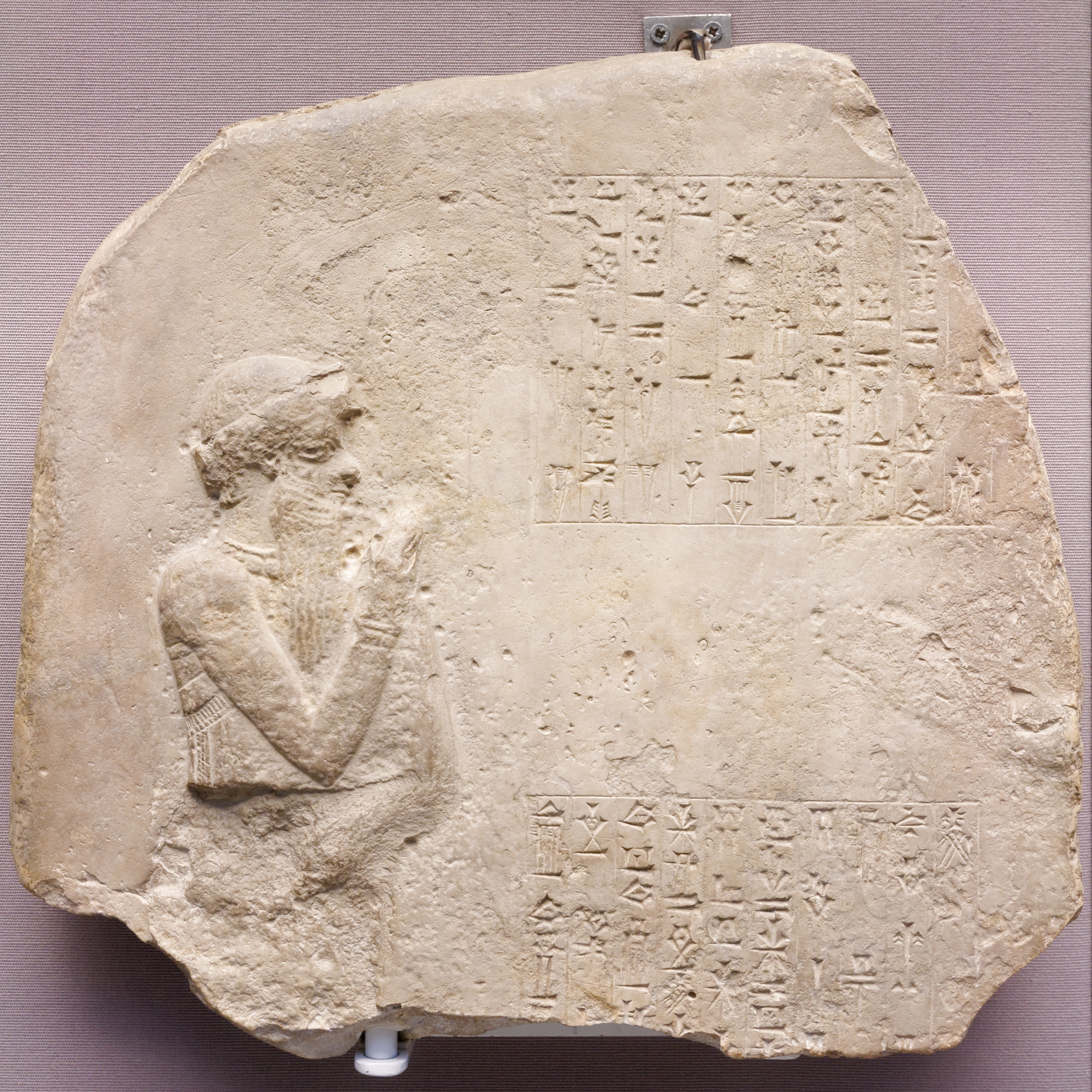
Estela votiva en la que aparece Hammurabi orando.

Hammurabi fue rey durante el imperio paleobabilónico de la ciudad-estado de Babilonia y heredó el poder de su padre, Sîn-Muballit, hacia el año 1792 a. C. Babilonia era una de las muchas antiguas ciudades de la llanura mesopotámica que periódicamente declaraba la guerra a otras urbes por el control de las fértiles tierras agrícolas. Aunque en Mesopotamia convivieron varias culturas, la de Babilonia se ganó un gran prestigio entre las clases alfabetizadas de todo Oriente Medio. Los reyes anteriores a Hammurabi habían empezado a consolidar el dominio de Babilonia sobre el centro de Mesopotamia y, en la época de su reinado, ya había logrado la hegemonía sobre las ciudades-estado de Borsippa, Kiš y Sippar. Por lo tanto, Hammurabi ascendió al trono como el rey de un reino menor en medio de una compleja situación geopolítica, pues Ešnunna controlaba la parte alta del río Tigris y Larsa el delta del río. Al este Babilonia lindaba con el reino de Elam, mientras que al norte el rey asirio Šamšiadad I estaba llevando a cabo guerras expansionistas, aunque su prematura muerte provocaría la fragmentación de su recién conquistado imperio semítico.

Mapa del Imperio paleobabilónico tras las conquistas de Hammurabi, hacia 1750 a. C.

Las primeras décadas del reinado de Hammurabi fueron bastante pacíficas, y utilizó su poder para llevar a cabo una serie de obras públicas, incluida la mejora de las murallas de la ciudad para propósitos defensivos y la ampliación de los templos. Hacia el 1801 a. C. el poderoso reino de Elam, que dominaba importantes rutas comerciales a lo largo de los montes Zagros, invadió la llanura de Mesopotamia y, con la ayuda de aliados de la planicie, destruyó el imperio de Ešnunna y arrasó varias ciudades para imponer su dominio por primera vez en varias zonas del llano. Para consolidarse, Elam intentó provocar una guerra entre el reino babilónico de Hammurabi y el reino de Larsa, pero los soberanos de ambos reinos se percataron de ello y firmaron una alianza que consiguió aplastar a los elamitas. A pesar de ello, Larsa no hizo una gran contribución al esfuerzo de guerra, por lo que, enfurecido por la deserción de su aliado en la prestación de ayuda, Hammurabi extendió su poder al sur y se hizo con el control de toda la parte meridional de la llanura mesopotámica en torno al 1763 a. C.
Debido a que Hammurabi se había servido de soldados del norte en su campaña hacia el sur, la ausencia de fuerzas en sus dominios septentrionales llevó a la sublevación. Continuando con su expansión, Hammurabi volvió su atención hacia el norte, donde sofocó las revueltas y aplastó a Ešnunna. A continuación los ejércitos babilónicos conquistaron el resto de los estados norteños, incluida Mari, su antigua aliada, aunque es muy posible que esta «conquista» fuera más una simple rendición que un conflicto real. En tan solo unos años, Hammurabi había unificado con éxito toda Mesopotamia bajo su dominio. De todas las grandes ciudades-estado de la región, solo Alepo y Qatna en Siria, al oeste, mantenían su independencia. Sin embargo, una estela de Hammurabi fue encontrada al norte, en Diyarbakır, donde él reclama el título de «Rey de los Amorritas».
Se han hallado un gran número de tablillas de barro de contratos, datados en los años de reinado de Hammurabi y sus sucesores, así como cincuenta y cinco cartas suyas. Estas cartas dan una idea de las labores diarias para gobernar un imperio, desde hacer frente a inundaciones a ordenar cambios en un calendario erróneo o el cuidado de los enormes rebaños de ganado de Babilonia. A la muerte de Hammurabi las riendas del imperio pasaron a su hijo Šamšu-iluna hacia el 1750 a. C.

## Código de Hammurabi

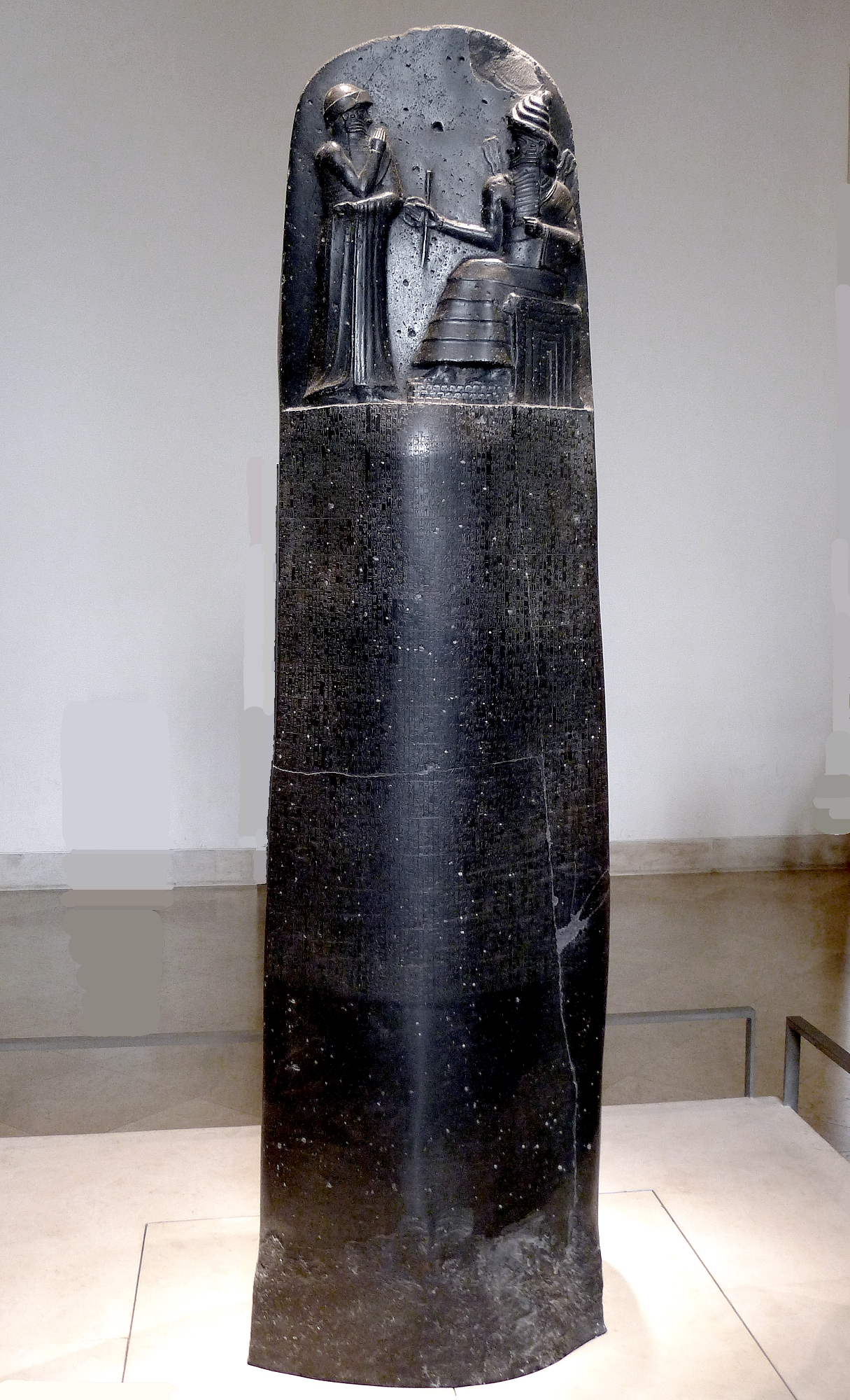
En esta estela se hallan grabadas las 282 leyes del Código de Hammurabi, donde el mismo Hammurabi recibe el poder de dictarlas de manos del dios Shamash. La estela fue encontrada en Susa, a donde fue transportada en 1200 a. C. como botín de guerra por el rey de Elam, Shutruk-Nakhunte. Está expuesta en el Museo del Louvre (París).

Hammurabi es conocido por la promulgación de un nuevo código de leyes babilónico: el código de Hammurabi, una de las primeras leyes escritas de la Historia. El código fue inscrito con caracteres cuneiformes en una estela de piedra de diorita de forma cilíndrica y 2,4 m de altura. La pieza debió estar expuesta en un lugar público a la vista de todos, aunque pocos estaban alfabetizados para leerla. La estela fue después saqueada por los Elamitas, que la llevaron a su capital, Susa. Allí fue redescubierta en 1901 y en la actualidad se halla expuesta en el Museo del Louvre de París.

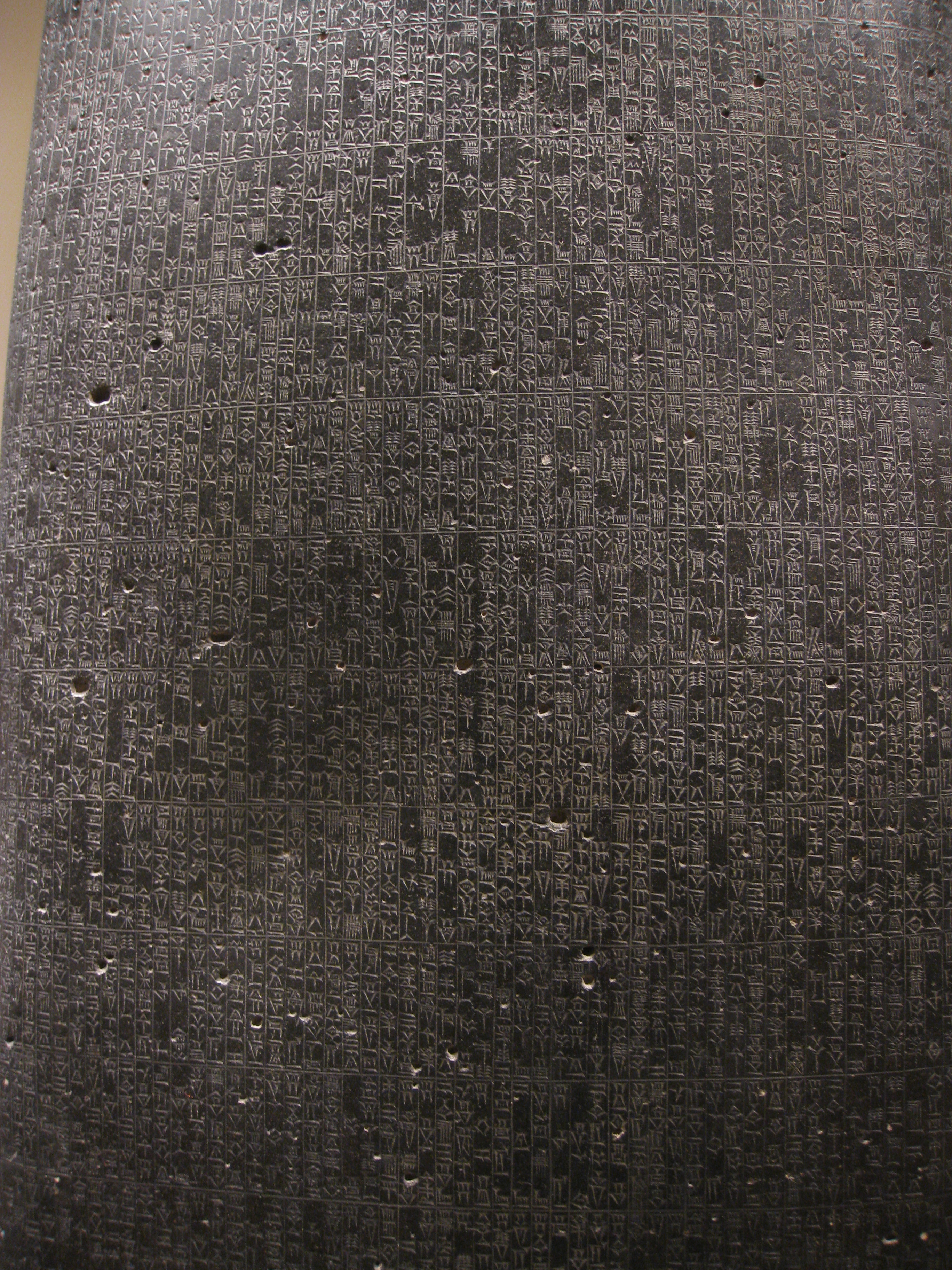
Detalle de la escritura cuneiforme del código de Hammurabi.

El código de Hammurabi contiene doscientas ochenta y dos leyes escritas por escribas en doce tabletas. A diferencia de leyes anteriores, en este código están escritas en acadio, el idioma diario en Babilonia, para que pudiera ser leído por cualquier persona alfabetizada. El código tiene una estructura específica y estipula un castigo para cada transgresión de la ley. Los castigos descritos son muy duros para los estándares modernos, pues muchos implican la pena de muerte, la desfiguración y la filosofía del ojo por ojo, la Ley del Talión. El código es también uno de los más tempranos ejemplos del principio de presunción de inocencia, pues sugiere que tanto el acusado como el acusador tienen la oportunidad de aportar pruebas. Sin embargo, no incluye ninguna disposición por circunstancias atenuantes que puedan modificar la pena prescrita. 
En la parte superior de la estela que sirve de soporte al código hay un relieve que representa al rey Hammurabi recibiendo las insignias del poder, el anillo y el cetro, del dios Šamaš o Marduk, y el prefacio afirma que Hammurabi fue elegido por los dioses de su pueblo para traerle las leyes. Se han establecido ciertos paralelismos entre este código babilónico y las leyes dadas a Moisés para los antiguos hebreos, aunque es cierto que presentan marcadas diferencias, tanto en sus métodos como en su forma de entrega, señaladas por numerosos estudiosos a lo largo de los años.
Otras ciudades mesopotámicas también crearon sus códigos de leyes, como los antiguos ejemplos del código de Ur-Nammu, las leyes de Ešnunna, el código de Lipit-Ištar o el más tardío código de leyes hitita.

## Culto religioso
Hammurabi dominó muchos templos y los sometía a su voluntad, introduciendo estatuas en muchos de ellos para perpetuar su plegaria y recibir un culto funerario después de morir. En 1770 a. C. llegó a introducir su propia estatua como rey de justicia. Como era habitual en el ámbito mesopotámico, Hammurabi tenía la responsabilidad del funcionamiento del templo, por lo que le asignaba tributos, ofrendas y los mantenía en buen estado de conservación. Tal era el caso de la tablilla que actualmente se conserva en el Museo de Pensilvania, que Hammurabi la entregó al templo del dios Nusku.
El estamento clerical contribuía al sostenimiento del poder de Hammurabi, lo que le obligaba a honrarles con privilegios y donaciones. Así, los templos adquirieron nuevas funciones y significados que los diferenciaban de los planteamientos sumero-acadios. Además de seguir con sus mismas funciones caritativas y realizando diferentes actividades económicas y comerciales, empezaron a actuar con una suprema autoridad moral. Varios momentos de su reinado quedaron fechados, como por ejemplo que en 1777, 1775, 1763 y 1762 a. C. Hammurabi donó estatuas de dioses y/o las reparó él mismo, en 1765 a. C. consagró emblemas divinos y en 1789, 1780, 1778, 1776 y 1772 a. C. entregó estrados y tronos. Este conocimiento ha llegado hasta nuestros días, por lo que se supone que Hammurabi fue protector de la religión y de los templos, pues de ellos emanaba el poder de los soberanos, que eran los representantes en la tierra de las deidades.
Hammurabi construyó tronos para los dioses Nanna o Sin en 1789 a. C., Zarpanitu en 1780 a. C., Ishtar en 1778 a. C., Nabu en 1776 a. C., y Adad en 1772 a. C. También confeccionó imágenes para la diosa Ishtar de Kibalbarnu en 1775 a. C. y de Shala en 1763 a. C., o de estados para Enlil en Babilonia en 1774 a. C.
En 1767 a. C. construyó la gran muralla de Sippar, que dedicó a los dioses Shamash y Shenirda. También construyó en 1765 a. C. el Gran emblema principal en honor a los Grandes dioses durante los combates.
En 1768 a. C. ordenó la construcción del canal Tilida, que se traduce como canal del Jarrón que fluye, para beneficio del templo del dios Enlil. A todo esto hay que unir numerosas ofrendas entregadas a las sacerdotisas del templo de Shamash en Sippar, como por ejemplo una perla de ágata donde viene inscrito que Utu da la vida a Hammurabi, y lo define como el soberano que le obedecía en todo.

### Templos
De las muchas contribuciones que realizó Hammurabi en distintos enclaves y templos, construyó E.nam.khe, edificó bit shu-tum, poseyó E.babbar, restauró E.tur.kalam.ma, construyó el zigurat del E.me.te.ur.sag, reformó y restauró E.mes.lam, construyó o reconstruyó E.zi.kalam.ma y construyó E.zida.

## Legado y representaciones

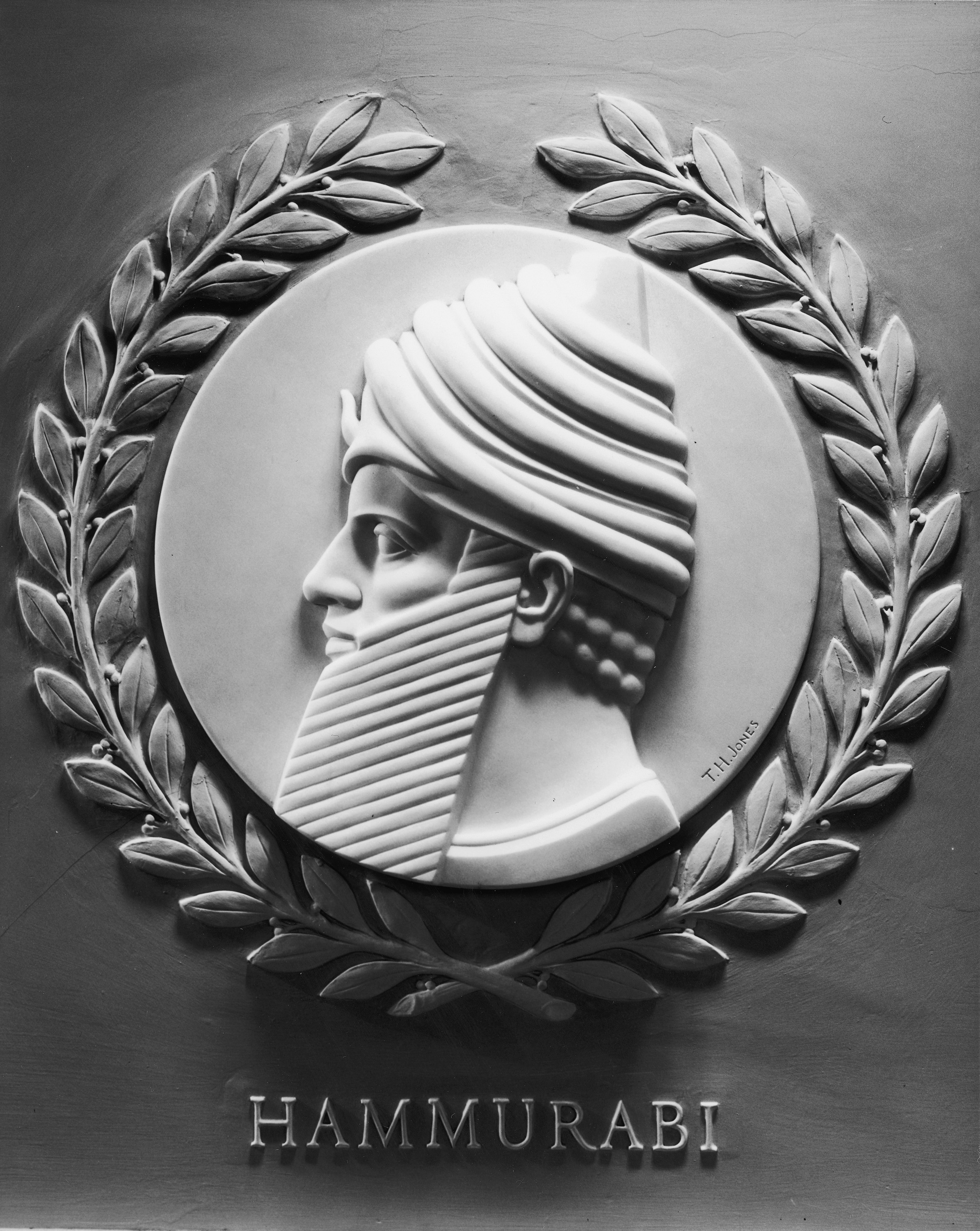
Medallón de mármol con el rostro de Hammurabi en la Cámara de Representantes en el Capitolio de los Estados Unidos.

El gobierno de los sucesores de Hammurabi en el imperio babilónico acabó por un ataque fugaz de los hititas, que saquearon la ciudad de Babilonia hacia el 1531 a. C. Sin embargo, fueron los casitas los que finalmente conquistaron Babilonia y gobernaron Mesopotamia durante 400 años adoptando la cultura babilónica y las leyes del código de Hammurabi.
Gracias a la reputación de Hammurabi como legislador, su imagen se puede encontrar en varios edificios del gobierno de Estados Unidos, y es uno de los 23 legisladores que aparecen en los bajorrelieves de mármol de la sala de la Cámara de Representantes en el Capitolio de los Estados Unidos. En el friso que representa a los «Grandes legisladores de la historia» creado por Adolph Weinman en la pared sur del edificio de Corte Suprema de EE. UU. también se incluye a Hammurabi.
El gobierno de Irak nombró una división en honor a Hammurabi, la cual es la Primera División Blindada Hammurabi

| Predecesor: Sîn-Muballit | Rey de Babilonia 1792-1750 a. C. | Sucesor: Šamšu-iluna |